# 薩摩永野站

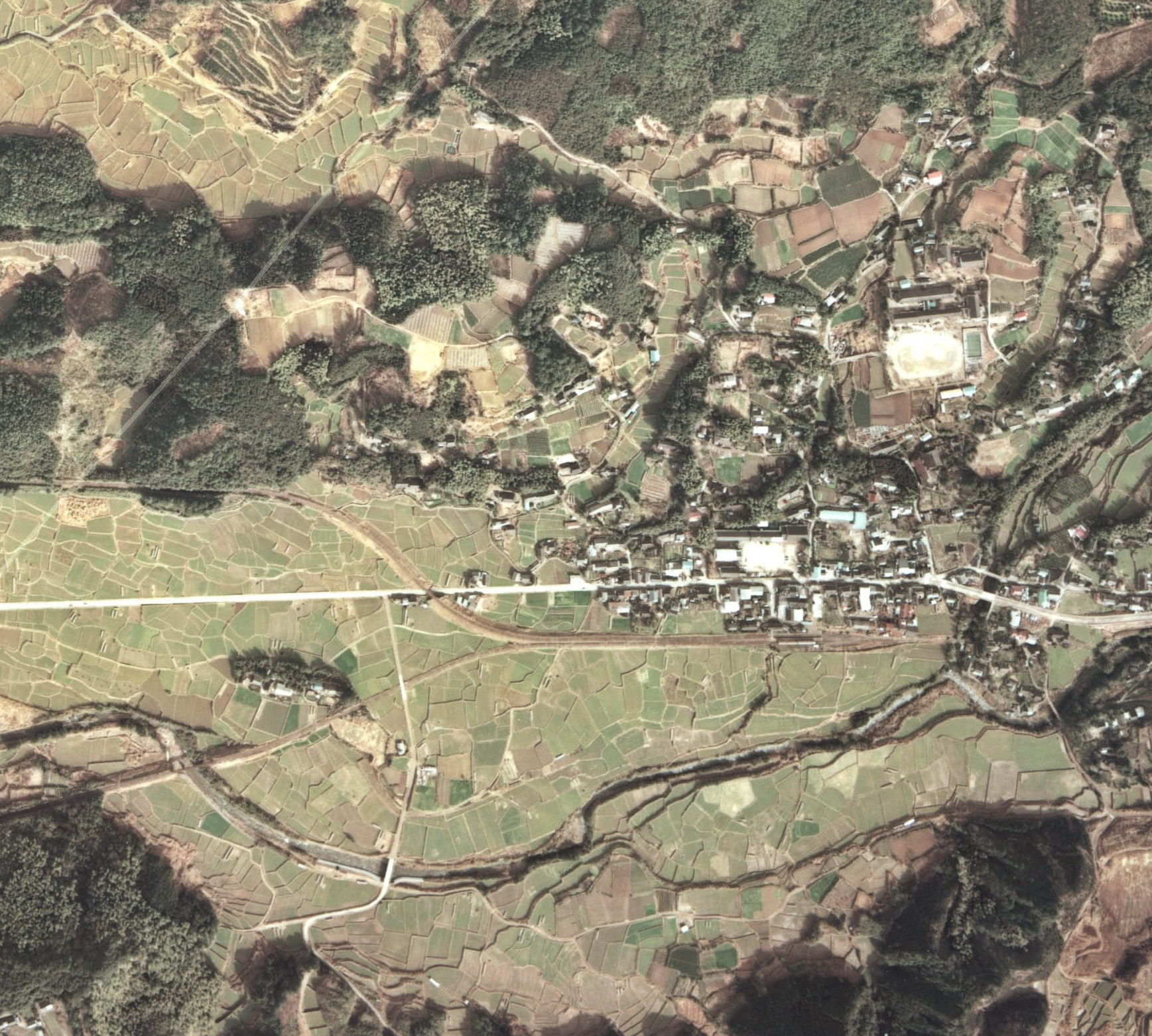
中央部分是薩摩永野站，上方是薩摩大口站方向，下方是川內站方向。

薩摩永野站（日语：／ Satsuma-Nagano eki */?）是位於鹿兒島縣薩摩郡薩摩町永野（現時：薩摩郡薩摩町永野），日本國有鐵道（國鐵）宮之城線的鐵路車站（廢站）。

## 歷史
- 1935年（昭和10年）6月9日：薩摩鶴田站至此站之間開通，此終點站啟用[1][2]。
- 1937年（昭和12年）12月12日：此站至薩摩大口站之間開通，成為中途站[2]。
- 1962年（昭和37年）3月25日：結束貨運業務[1]
- 1984年（昭和59年）2月1日：結束行李起卸業務[1]。
- 1987年（昭和62年）1月10日：隨著宮之城線全線廢除，此站也被廢除[2][1]。

## 車站構造
此站是有人車站，設有1面2線的島式月台，在路軌後方還有機走線。此站位於折返式路線之中。由於車站鄰近山野金山和位於一條大村落，因此便於此處設站。

## 現狀

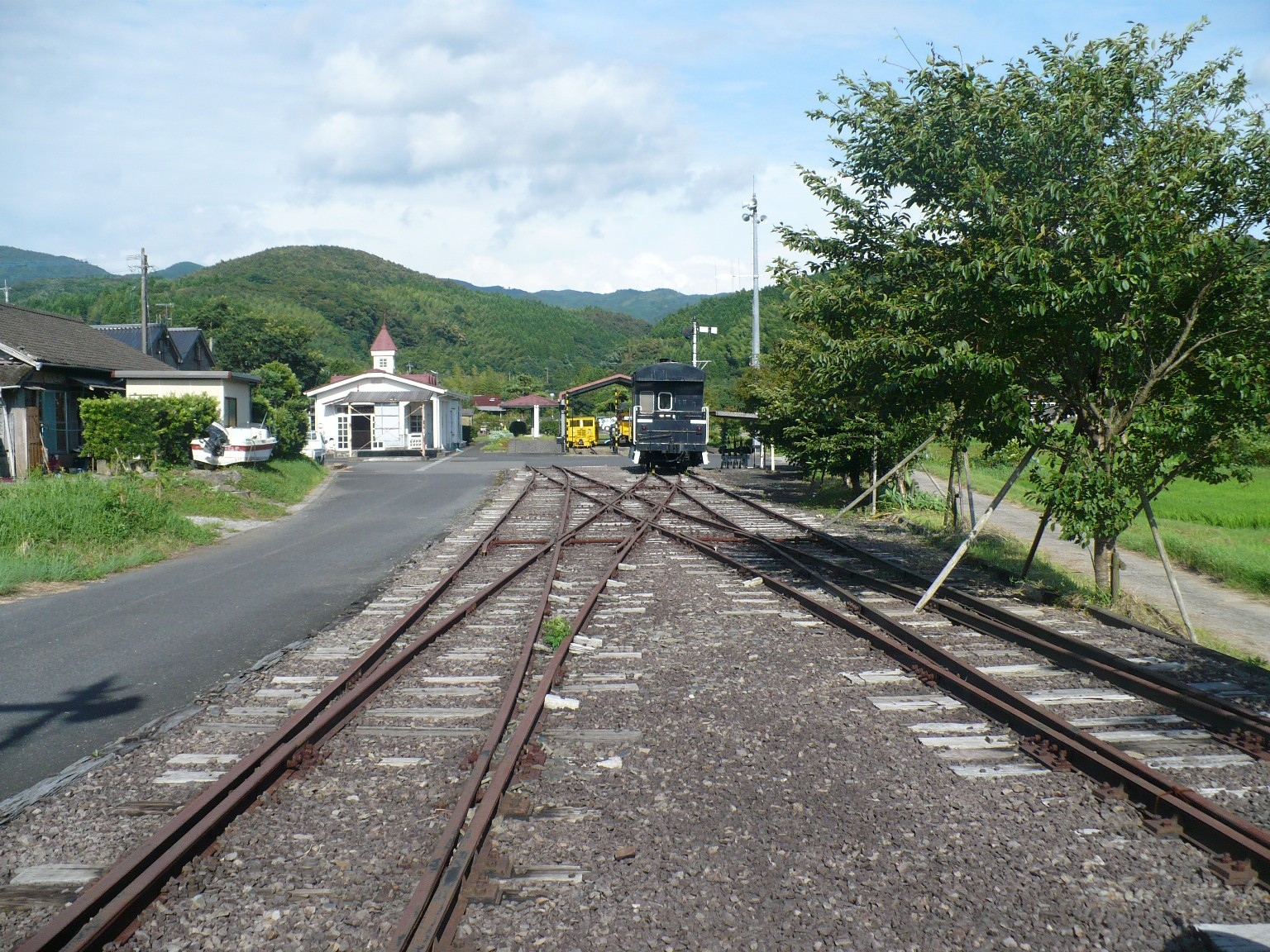
保存下來的轉轍器

站舍已經不存在，遺址建設了「永野鐵路紀念館」，若能夠借得鑰匙，遊客可自由於館內參觀（大樓內設有告示牌）。永野鐵道紀念館同時是南國交通巴士候車室。在建設紀念館當時還把公民館一同建設，總工程費用4770萬日圓。現時途經永野鐵路紀念館的巴士班次較小，連接鹿兒島機場、宮之城、出水、阿久根方向的南國交通巴士路線途經車站遺址西邊的永野巴士站。
另外，在車站遺址內的部分月台、路軌和維護軌道工程車還保存著。

## 相鄰車站
日本國有鐵道（國鐵）
宮之城線
廣橋－薩摩永野－針持

## 注腳
1. 1 2 3 4 5 6  石野哲（編）. . JTB. 1998: 708. ISBN 978-4-533-02980-6 （日语）.
2. 1 2 3  《日本鐵道旅行地圖帳（日语：日本鉄道旅行地図帳）》九州沖繩 p.50
3. ↑  「モダンな鉄道記念館に モーターカーも展示 鹿児島薩摩町 JR永野駅跡に完成」西日本新聞1988年（昭和63年）5月8日鹿児島縣版

## 相關項目
- 日本鐵路車站列表 Sa